# 竹巴噶举
竹巴噶举，也作主巴噶举，藏传佛教噶举派帕竹噶举支系之一，始于帕摩竹巴弟子林热巴·白玛多吉，形成于藏巴甲热·益西多吉，以注重苦修为特点。這一派是不丹的國教。

## 历史
藏巴甲热·益西多吉是帕竹噶举派大师林热巴·白玛多吉的弟子。1189年，藏巴甲热在拉萨西南的朗木山沟兴建竹寺，藏语“竹”意为“龙”或指“雷声”，据说建寺时听到巨雷三声，另一说是藏巴甲热看到有龙女在此地出现，故以“竹”命名该寺。竹巴噶举派因竹寺而得名。藏历水牛年（1193年），藏巴嘉热在江孜热龙修建热龙寺，是帕竹噶举的主寺之一。
竹巴噶举派鼎盛时期，势力遍及全藏，在藏地出现了“藏人一半是竹巴”的局面。格鲁派兴起后，竹巴噶举失势，但后来大量传入不丹，成为很多不丹国民信仰的藏传佛教派系。

## 支系
| 支系名称           | 创立者            | 传承地区及主寺           | 备注                          |
| ------------------ | ----------------- | ------------------------ | ----------------------------- |
| 中竹巴（Bar-drug） | 藏巴甲热·益西多吉 | 竹寺、热龙寺传承         |                               |
| 上竹巴（Lho-drug） | 洛热巴·旺秀尊哲   | 阿里，主寺郭仓寺         | 洛热巴·旺秀尊哲为藏巴甲热弟子 |
| 下竹巴（May-drug） | 郭仓巴·衮波多吉   | 雅砻河谷，主寺噶波曲隆寺 | 郭仓巴·衮波多吉为藏巴甲热弟子 |
| 南主巴（Bar-ra）   |                   | 不丹                     |                               |

## 寺庙
位于江孜热龙的热龙寺是帕竹噶举的主寺之一，该寺曾是14世纪中期西藏的一座著名寺庙，但后来随着帕竹政权的消亡而逐渐衰落。